# Eleonora d'Aragona (duchessa di Ferrara, Modena e Reggio)
Eleonora d'Aragona (Napoli, 22 giugno 1450 – Ferrara, 11 ottobre 1493) è stata una principessa italiana, duchessa di Ferrara, Modena e Reggio come consorte di Ercole I d'Este.

## Biografia
Eleonora d'Aragona era figlia di Ferdinando I, re di Napoli dal 1458 al 1494, e di Isabella di Chiaromonte figlia del principe di Taranto e nipote di Maria d'Enghien, regina di Napoli.
Era quindi sorella di Alfonso II di Napoli, Federico I di Napoli e di Beatrice d'Aragona, Regina d'Ungheria e moglie di Mattia Corvino re di Ungheria e poi di Ladislao II di Boemia.

### Primo matrimonio

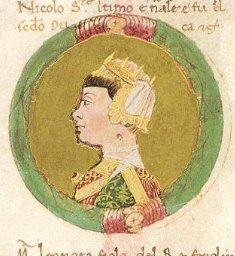
Miniatura di Eleonora nella Genealogia dei Principi d'Este, 1474 ca.

Sposò nel 1465 il quattordicenne Sforza Maria Sforza, terzogenito dei duchi di Milano Francesco Sforza e Bianca Maria Visconti, ma il matrimonio non venne mai consumato. Per via sia della giovane età dello sposo sia di alcuni questioni politiche, le clausole del contratto di nozze prevedevano infatti che il matrimonio non venisse consumato prima che a Sforza Maria venisse ratificato il titolo di duca di Bari e ad Eleonora venisse assegnata una città del ducato di Milano. Quando tuttavia venne a morte il duca Francesco Sforza, il padre di Eleonora, Ferrante, mutò radicalmente politica, non trovandosi in buoni termini col suo successore Galeazzo Maria Sforza. Quest'ultimo infatti non solo rifiutò di dare altra città ad Eleonora all'infuori di Tortona, ma pretese anche che la sposa fosse immediatamente inviata a Milano, richiesta alla quale Ferrante non fu disposto a soggiacere.
Egli conosceva infatti la pessima fama di Galeazzo, noto per essere uomo crudelissimo e dalla sfrenata lussuria, e perciò non volle mandare Eleonora presso di lui, temendo che sarebbe stata «ad discretione sua» e che Galeazzo l'avrebbe trattata «assai pegio» di quanto non fosse solito maltrattare la propria stessa madre Bianca Maria.
L'ambasciatore napoletano presso gli Sforza, Turco Cincinello, avanzò anche la proposta che Eleonora sposasse lo stesso Galeazzo invece di Sforza Maria, ma Ferrante non ne volle sapere nulla e nel 1472 si giunse all'annullamento. Nonostante le vive proteste di Sforza Maria, che non voleva rinunciare alla sposa, Galeazzo impose la propria volontà al fratello minore e accettò lo scioglimento delle nozze in cambio di una nuova promessa di matrimonio fra il proprio figlio Gian Galeazzo e la nipote di Ferrante Isabella.

### Diego Cavaniglia
Fu in questi anni che si parlò di una relazione che Eleonora avrebbe intrattenuto col giovane don Diego Cavaniglia, discepolo prediletto del padre Ferrante, che risiedeva come cavaliere famigliare a corte. Stando alla narrazione offerta dai Successi tragici et amorosi di Silvio Ascanio Corona, nel 1470, vedendo naufragare il proprio matrimonio con Sforza Maria, l'ormai ventenne Eleonora era desiderosa di sperimentare la compagnia di un uomo ed elesse perciò per amante il giovane Diego, "d'anni 22, bello e leggiadro a maraviglia, di gran statura, ben proportionato, e veramente di giocondo aspetto, e della persona sua molto grande e prode"; bellezza, d'altronde, confermata anche dal cronista coevo Melchiorre Ferraiolo, che lo dice «tanto forte» e «bello che parea una spera». La relazione fra i due sarebbe durata per ben tre anni, fino al 1473, ossia fino alla dolorosa separazione causata dalla partenza di Eleonora per Ferrara, e avrebbe prodotto ben due gravidanze, entrambe conclusesi in un aborto indotto.
Sebbene non vi siano prove storiche concrete che testimonino questa relazione e sebbene Eleonora si fosse dimostrata – almeno durante il suo periodo di residenza a Ferrara – donna casta, austera e profondamente religiosa, l'autore assicura che i due amanti agirono con tanta prudenza e discrezione da non essere scoperti. D'altronde è storicamente documentato che re Ferrante allontanò il giovane Diego da corte, confermandogli la contea di Montella e procurandogli una moglie, proprio quando, nel 1477, Eleonora, ormai duchessa di Ferrara, tornò in visita presso la corte di Napoli. Alcuni dettagli desunti dalle fonti testimoniano inoltre un certo desiderio sessuale già in una Eleonora quindicenne, la quale, ansiosa di incontrare il promesso sposo Sforza Maria Sforza e invidiosa delle attenzioni riservate dal fratello Alfonso alla moglie Ippolita, desiderava "pur qualcuna de le carezone [che] vede fare alcuna volta dal duca de Calabria alla duchessa".
Lo storico Francesco Scandone sostenne trattarsi una calunnia sparsa da coloro che notarono, all'interno della famiglia reale, la differenza d'atteggiamenti nei confronti di Diego, il quale era molto benvoluto da tutti e sdegnato invece dai duchi di Calabria. Egli giustificò questi sentimenti col timore del duca Alfonso che il giovane Diego, trovandosi nelle grazie del re suo padre, potesse rivendicare il possesso della contea di Troia, il quale feudo nel 1461 era passato agli Sforza, e precisamente alla duchessa Ippolita, moglie di Alfonso.

### Secondo matrimonio

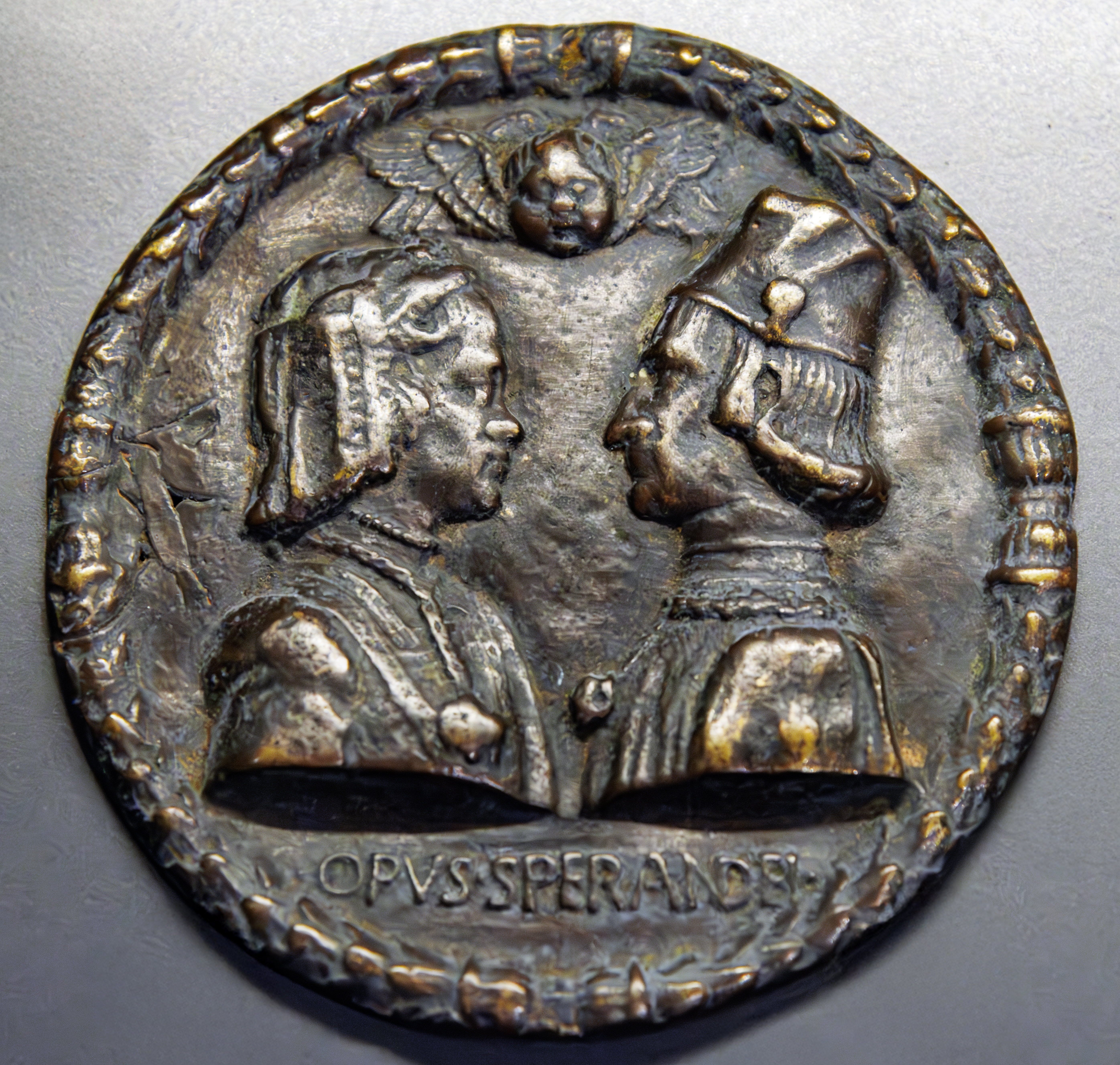
Sperandio, medaglia nuziale di Eleonora ed Ercole I d'Este, Treviso, Museo Civico

Già prima della ratifica dell'annullamento del primo matrimonio, Ferrante aveva iniziato le trattative per concedere la figlia in sposa al duca di Ferrara Ercole I d'Este. In verità Ercole non voleva, inizialmente, sposare Eleonora: sempre aveva chiesto con insistenza la di lei sorella Beatrice d'Aragona, di otto anni più giovane, più bella, e probabilmente ancora vergine, ma Ferrante non aveva voluto accontentarlo. Il primo di novembre furono firmati i patti matrimoniali e nel luglio dell'anno seguente Eleonora fece il suo ingresso trionfale a Ferrara in qualità di nuova duchessa.
Arrivò a Ferrara giungendo da Napoli, dopo un viaggio nel quale venne accolta con grandi festeggiamenti durante le sue soste. Il corteo nuziale in città fu fastoso. Partì dalla basilica di San Giorgio fuori le mura, oltre il Po, attraversò il ponte, percorse la via Grande (poi Carlo Mayr) sino a Santa Maria in Vado continuando per arrivare a San Francesco, al palazzo Paradiso e percorrendo la via Sabbioni per passare accanto a San Romano per arrivare infine al cortile d'onore del palazzo ducale.
Dopo due femmine, Isabella e Beatrice, nel luglio 1476 Eleonora diede al marito il tanto desiderato figlio maschio, il quale fu battezzato col nome del nonno materno, Alfonso. Poco più di un mese dopo, nel primo di settembre, Niccolò d'Este, figlio di Leonello e nipote di Ercole, appoggiato dai Gonzaga, tentò di appropriarsi di Ferrara incitando anche il popolo alla rivolta.
Con le sue forze circondò il palazzo ducale per catturare Eleonora d'Aragona e i suoi figli. Questi riuscirono a salvarsi rifugiandosi nel castello attraverso la via Coperta, il passaggio sopraelevato che collega il palazzo con la fortezza. Ercole, che si era recato quella mattina alla Delizia di Belriguardo, trovandosi fuori dalla città senza armi né denari subito si adoperò per radunare un esercito chiedendo aiuto a sudditi e alleati, ma non fu necessario in quanto i suoi fratelli Sigismondo e Rinaldo, rimasti in città, riuscirono a respingere le forze di Niccolò in quella stessa giornata. Il giorno successivo Ercole rientrò in città acclamato da una folla festante e la famiglia ducale si recò in processione solenne alla cattedrale di San Giorgio, ringraziando pubblicamente i ferraresi. Niccolò venne catturato a Bondeno e il 4 settembre dello stesso anno fu decapitato nel cortile del castello.
Eleonora alloggiò inizialmente in un appartamento dove da tempo non erano accolte consorti dei signori di Ferrara. Borso non era sposato, e le nobili di corte sino a quel momento avevano optato ognuna per una sistemazione diversa. Subito dopo il tentativo di presa del potere nel 1476 da parte di Niccolò d'Este mentre Ercole era assente, fallito anche grazie alla sua prontezza nel barricarsi in Castelvecchio, decise di far sistemare per sé e per i figli un nuovo appartamento nella torre Marchesana del castello, iniziando di fatto la sua trasformazione in vera e propria reggia ed influenzando in tal senso la decisione successiva dello stesso duca.

### Al governo del ducato

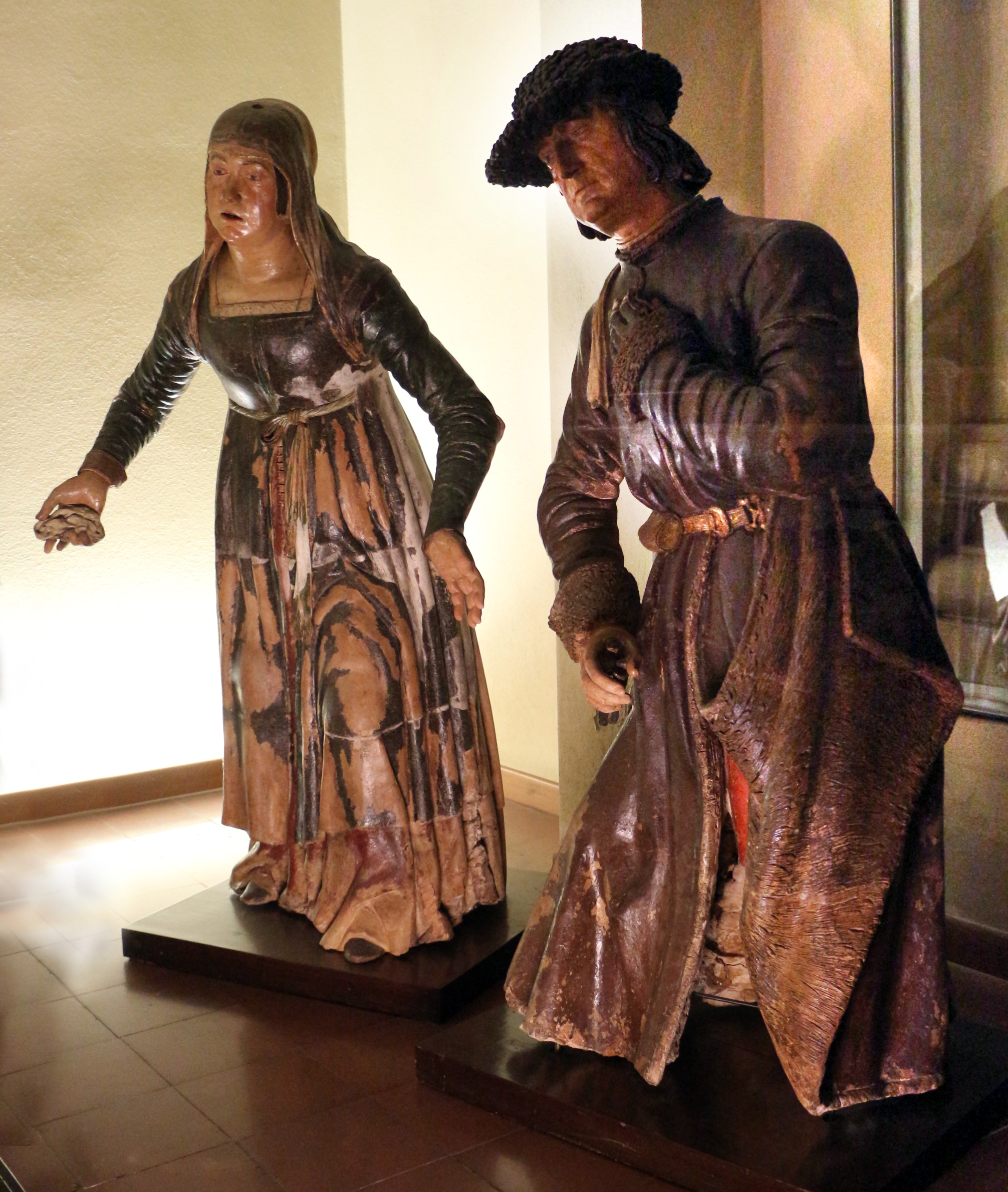
Scultura in terracotta policroma di Eleonora rappresentata nelle vesti di Maria di Cleofa insieme al marito, nel Compianto sul Cristo morto di Guido Mazzoni, Chiesa del Gesù, Ferrara

Quando, nel 1478, Ercole ricevette il bastone del comando dell'esercito fiorentino e dovette dunque assentarsi dal ducato, affidò alla moglie il compito di governare in sua assenza. Da quel momento in poi Eleonora avrebbe avuto sempre maggiore importanza nelle faccende di governo. Presiedeva anche all'"esame delle suppliche", che consisteva per lo più in una serie di richieste di grazia o di liberazione di prigionieri trattenuti a Ferrara.
Nel corso della Guerra del Sale, quando nell'ottobre 1482 il marito Ercole fu colpito da gravissima malattia che lo portò in fin di vita e l'esercito nemico guidato da Roberto Sanseverino e da suo figlio Fracasso si spinse pericolosamente vicino alle mura di Ferrara, Eleonora seppe scongiurare il peggio assicurandosi la fedeltà dei nobili e dei popolani, i quali si mostrarono pronti a prendere le armi in difesa della città e del duca.
In seguito a questa guerra, che si concluse nel 1484 con una pace umiliante e deludente, il duca Ercole prese ad assentarsi sempre più di frequente dalla città, dedicandosi a numerosi pellegrinaggi e soggiorni nelle sue residenze di campagna. Anche quando abitava in Ferrara, i cronisti riferiscono che si dedicava più ai giochi, all'architettura e alla musica che non alla faccende di governo, e che in quegli anni l'amministrazione dello stato era di fatto nelle mani di Eleonora e del cognato Sigismondo. Come che stessero le cose, Eleonora ebbe senz'altro un ruolo preponderante, anche in virtù del suo rango reale, e i cronisti la lodarono per la sua saviezza e per la destrezza con cui sbrigava le faccende di stato, dicendo che era molto amata dal popolo.
Bernardino Zambotti ne disse che si comportava «sapientissimamente con amore e benevolentia et obedientia di tuti li subditi del Stato, fazando tuto quello fa bixogno ad ogni sapiente segnore», e Ugo Caleffini che «regieva et gubernava il tuto, como anche havea facto per lo passato» e che «dava audientia et spazava tute le facende como Signore», perché il duca «parea non si curasse del Stato suo».
Fu signora attenta e sempre presente, sia nei momenti di assenza del marito sia in quelli di normale vita di corte. In varie occasioni si sostituì al duca per svolgerne le funzioni. Del resto era sua abitudine dare in modo regolare udienza a tutti, senza differenze tra appartenenti alla nobiltà o al popolo, quindi conosceva perfettamente i suoi sudditi, che a loro volta, anche quando la criticavano, non potevano non riconoscerne le qualità.
Al di là delle voci riguardanti la presunta licenziosità della giovinezza napoletana, che sembra non abbiano peraltro intaccato la sua reputazione a Ferrara, Eleonora costituì un modello di vita per le due figlie femmine: se infatti Eleonora scriveva spesso lettere alla primogenita Isabella dandole insegnamenti di vita e ammonimenti su come gestire al meglio la sua vita matrimoniale, Beatrice la lusingava dichiarando esplicitamente di averla presa come esempio, pur rivendicando al contempo la propria libertà di azione. Nel 1493 quest'ultima scriveva infatti alla madre che, avendo Eleonora fatto "ne la gioventute sua quello ch'io desidero di presente", credeva di non sbagliare né di deluderla quando pensava di "imitare li honorabili vestigi suoi", col consenso e la soddisfazione del marito Ludovico. Si tratta, com'è evidente, di una sottile allusione politica, fatta per l'appunto nel mese subito precedente all'importantissima missione diplomatica segreta di Beatrice a Venezia.

Nel gennaio 1493 Eleonora si recò a Milano per assistere la figlia Beatrice nel suo primo parto, portandosi dietro da Ferrara la levatrice di famiglia. Nel maggio dello stesso anno accompagnò Beatrice a Venezia, dove cercò di fare gli interessi del padre Ferrante contro le minacce di una possibile invasione francese di Napoli.

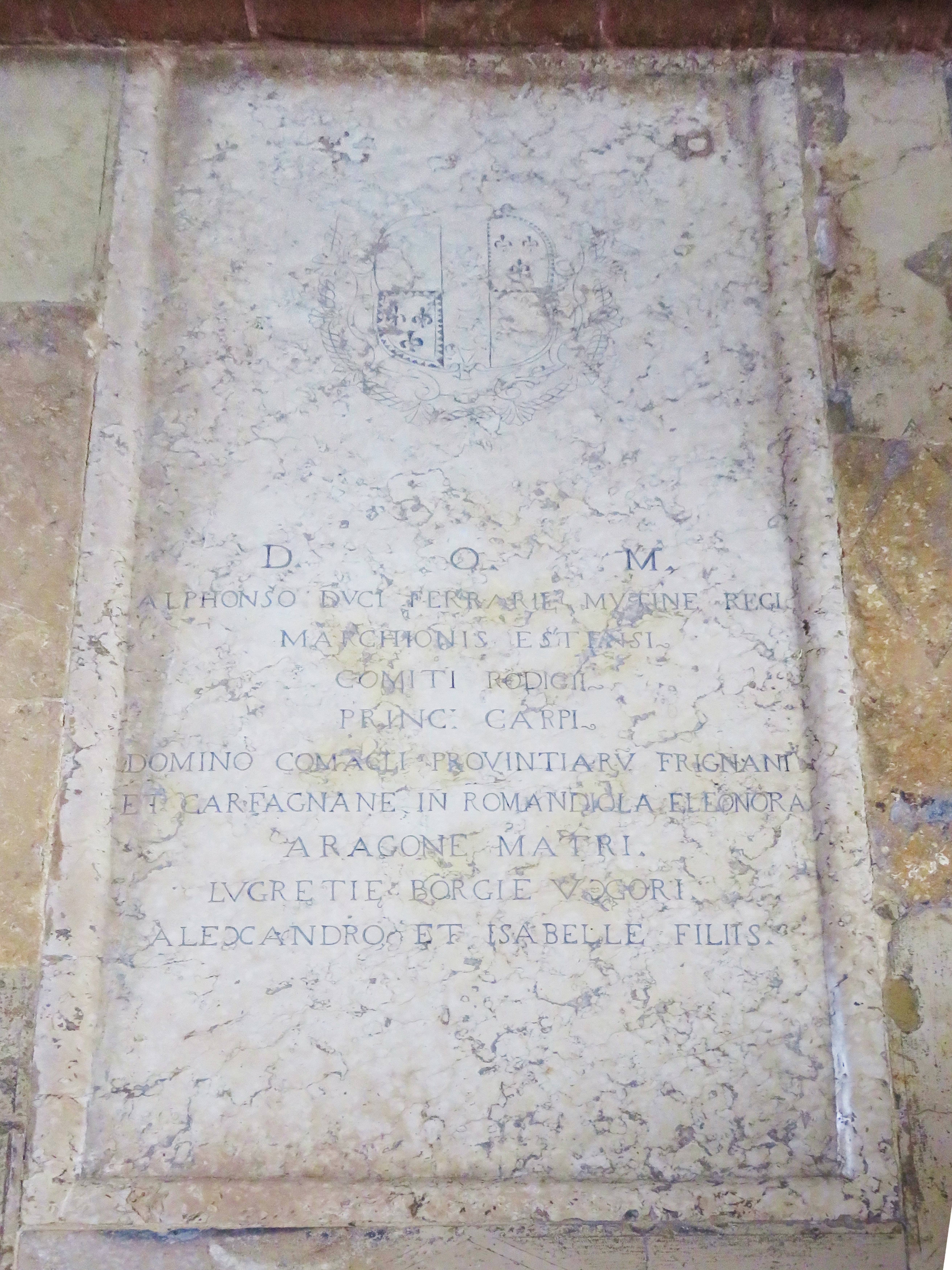
Tomba di Eleonora d'Aragona nel monastero del Corpus Domini di Ferrara

Subito dopo cominciò a soffrire per un'affezione di stomaco e morì l'11 ottobre 1493 a Ferrara. Per sua volontà fu seppellita nella nuda terra, sotto una semplice lastra di marmo, nel monastero del Corpus Domini che era solita frequentare quotidianamente in vita, scalza e con indosso solamente un saio da suora e il cilicio.
Lo stesso avello avrebbe ospitato poi il figlio Alfonso, la nuora Lucrezia Borgia e due nipoti (Alessandro d'Este e Isabella d'Este).

## Discendenza

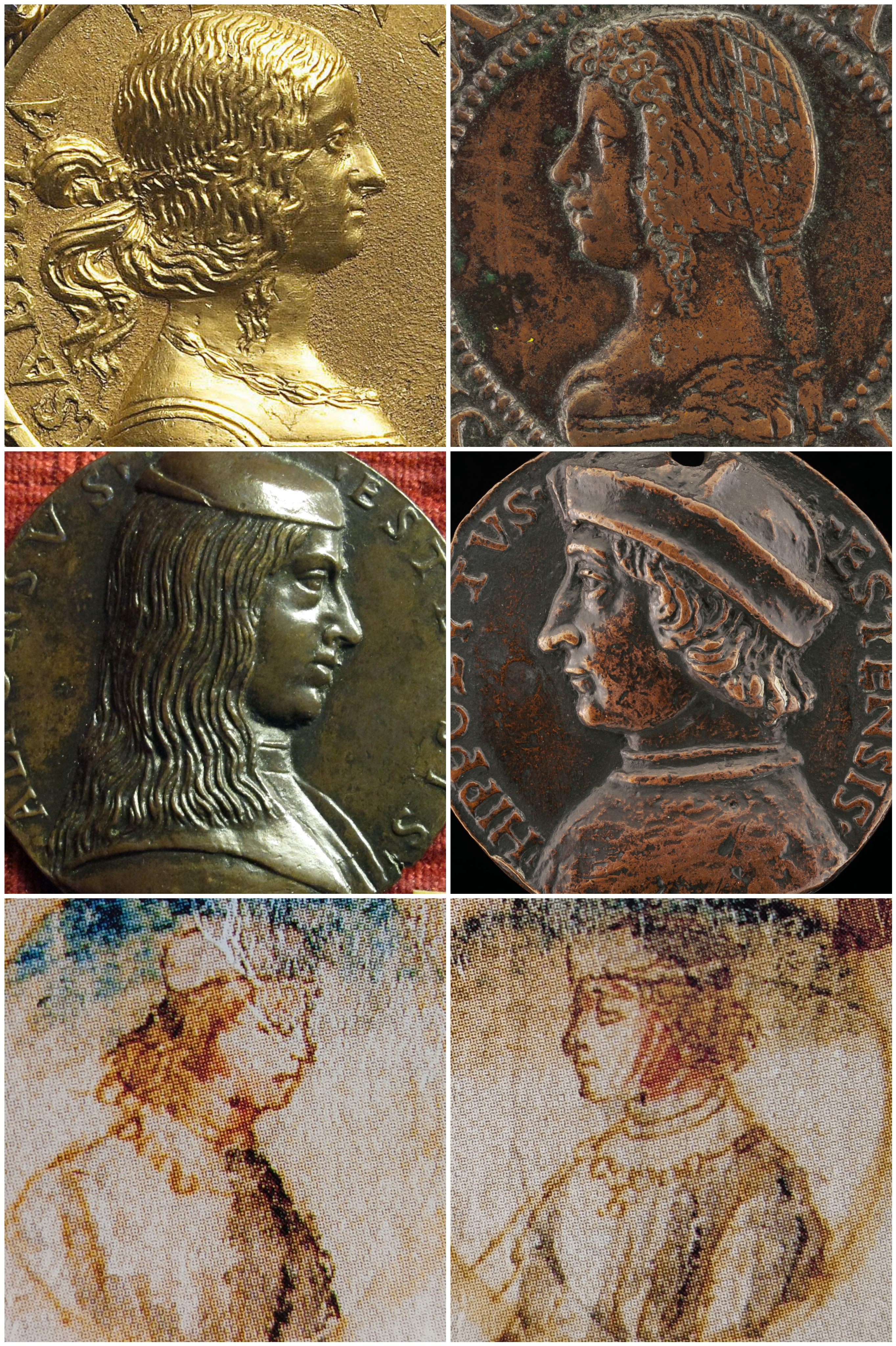
Figli legittimi di Ercole ed Eleonora: Isabella, Alfonso, Ferrante, Ippolito e Sigismondo avevano ereditato il tipico naso estense del padre; Beatrice quello leggermente all'insù della madre. Tutti inoltre erano bruni, fuorché Ferrante e Sigismondo, che avevano recuperato, come pare, il tradizionale biondo degli Este.

Eleonora ed Ercole I ebbero sette figli, ma soltanto tre di questi (Isabella, l'erede Alfonso e il minore Sigismondo) furono allevati a Ferrara dai genitori, gli altri crebbero in corti straniere, affidati a parenti che ne curarono l'educazione. Viceversa Eleonora allevò a corte i due figli illegittimi del marito, Lucrezia e Giulio, come fossero i propri.
- Isabella (Ferrara, 18 maggio 1474 – Mantova, 13 febbraio 1539), sposò Francesco II Gonzaga, marchese di Mantova;
- Beatrice (29 giugno 1475 – 1497), allevata a Napoli dal nonno Ferrante, sposò Ludovico il Moro e divenne duchessa di Milano;
- Alfonso (Ferrara, 21 luglio 1476 – 31 ottobre 1534), sposò prima Anna Maria Sforza e poi Lucrezia Borgia;
- Ferrante (Napoli, 19 settembre 1477 – Ferrara, febbraio 1540), allevato a Napoli sotto la tutela dello zio Alfonso;
- Ippolito (Ferrara, 20 marzo 1479 – Ferrara, 3 settembre 1520), allevato in Ungheria dalla zia Beatrice, fu cardinale;
- Sigismondo  (8 settembre[24] 1480 – 9 agosto 1524);
- Alberto (Ferrara, 26 ottobre 1481 – 28 marzo 1482), morto in fasce.[25]

## Ascendenza
|                           |                               |                                 | Genitori                      |  |  | Nonni |  |  | Bisnonni                |  |  | Trisnonni               |  |
|                           |                               |                                 |                               |  |  |       |  |  | Ferdinando I di Aragona |  |  | Giovanni I di Castiglia |  |
|                           |                               |                                 |                               |  |  |       |  |  | Ferdinando I di Aragona |  |  | Giovanni I di Castiglia |  |
|                           |                               | Eleonora d'Aragona              |                               |  |  |       |  |  | Ferdinando I di Aragona |  |  |                         |  |
| Alfonso V d'Aragona       |                               |                                 |                               |  |  |       |  |  | Ferdinando I di Aragona |  |  |                         |  |
|                           |                               | Eleonora d'Alburquerque         | Sancho Alfonso d'Alburquerque |  |  |       |  |  |                         |  |  |                         |  |
|                           |                               | Eleonora d'Alburquerque         | Sancho Alfonso d'Alburquerque |  |  |       |  |  |                         |  |  |                         |  |
|                           |                               | Eleonora d'Alburquerque         | Beatrice del Portogallo       |  |  |       |  |  |                         |  |  |                         |  |
| Ferdinando I di Napoli    |                               | Eleonora d'Alburquerque         |                               |  |  |       |  |  |                         |  |  |                         |  |
|                           |                               | Enrico Carlino                  | ?                             |  |  |       |  |  |                         |  |  |                         |  |
|                           |                               | Enrico Carlino                  | ?                             |  |  |       |  |  |                         |  |  |                         |  |
|                           |                               | Enrico Carlino                  | ?                             |  |  |       |  |  |                         |  |  |                         |  |
| Gueraldona Carlino        |                               | Enrico Carlino                  |                               |  |  |       |  |  |                         |  |  |                         |  |
|                           |                               | Isabella Carlino                | ?                             |  |  |       |  |  |                         |  |  |                         |  |
|                           |                               | Isabella Carlino                | ?                             |  |  |       |  |  |                         |  |  |                         |  |
|                           |                               | Isabella Carlino                | ?                             |  |  |       |  |  |                         |  |  |                         |  |
| Eleonora d'Aragona        |                               | Isabella Carlino                |                               |  |  |       |  |  |                         |  |  |                         |  |
|                           | Deodato II di Clermont-Lodève | Guglielmo IV di Clermont-Lodève |                               |  |  |       |  |  |                         |  |  |                         |  |
|                           | Deodato II di Clermont-Lodève | Guglielmo IV di Clermont-Lodève |                               |  |  |       |  |  |                         |  |  |                         |  |
|                           | Deodato II di Clermont-Lodève | Guillemette de Nogaret          |                               |  |  |       |  |  |                         |  |  |                         |  |
| Tristano di Chiaromonte   | Deodato II di Clermont-Lodève |                                 |                               |  |  |       |  |  |                         |  |  |                         |  |
|                           |                               | Isabella di Roquefeuil          | Arnaldo III de Roquefeuil     |  |  |       |  |  |                         |  |  |                         |  |
|                           |                               | Isabella di Roquefeuil          | Arnaldo III de Roquefeuil     |  |  |       |  |  |                         |  |  |                         |  |
|                           |                               | Isabella di Roquefeuil          | Jacquette de Combret          |  |  |       |  |  |                         |  |  |                         |  |
| Isabella di Chiaromonte   |                               | Isabella di Roquefeuil          |                               |  |  |       |  |  |                         |  |  |                         |  |
|                           |                               | Raimondo Orsini del Balzo       | Nicola Orsini                 |  |  |       |  |  |                         |  |  |                         |  |
|                           |                               | Raimondo Orsini del Balzo       | Nicola Orsini                 |  |  |       |  |  |                         |  |  |                         |  |
|                           |                               | Raimondo Orsini del Balzo       | Giovanna di Sabrano           |  |  |       |  |  |                         |  |  |                         |  |
| Caterina Orsini del Balzo |                               | Raimondo Orsini del Balzo       |                               |  |  |       |  |  |                         |  |  |                         |  |
|                           |                               | Maria d'Enghien                 | Giovanni d'Enghien            |  |  |       |  |  |                         |  |  |                         |  |
|                           |                               | Maria d'Enghien                 | Giovanni d'Enghien            |  |  |       |  |  |                         |  |  |                         |  |
|                           |                               | Maria d'Enghien                 | Sancia del Balzo              |  |  |       |  |  |                         |  |  |                         |  |
|                           |                               | Maria d'Enghien                 |                               |  |  |       |  |  |                         |  |  |                         |  |